# 滿洲國軍事諮議院
滿洲國軍事諮議院為滿洲國皇帝的直隷機關，相當於日本的軍事參議院。

## 概要
1939年設立本機關，擔任皇帝諮詢重要軍務的對象。
諮議官為軍事部大臣與選擇出的陸軍上將、中將構成，並在其中選任議長等職位。